# Már megint bérgyilkos a szomszédom
A Már megint bérgyilkos a szomszédom (eredeti cím: The Whole Ten Yards) 2004-ben bemutatott amerikai bűnügyi filmvígjáték, melyet Howard Deutch rendezett, a 2000-es Bérgyilkos a szomszédom folytatásaként. A főbb szerepekben Bruce Willis, Matthew Perry, Kevin Pollak, Amanda Peet és Natasha Henstridge látható. 
A film világszerte megbukott a mozikban (bár magyarországi szereplése kifejezetten sikeresnek mondható) s mind nézői, mind kritikusi körökben kudarcnak bizonyult.

## Cselekmény
Egy napon Nicholas "Oz" Oseransky, aki segített Jimmy "Tulipán" Tudeskinek elrejtőzni a törvény erői elől egyszer s mindenkorra, felbukkan a volt bérgyilkos ajtajában. Arra kéri barátját, segítsen neki megmenteni feleségét, Cynthiát, akit Laszlo Gogolak, a magyar maffiózó rabolt el. Laszlo azért tette ezt, hogy megbosszulja fiának, Janinak a halálát. A teljesen elkényelmesedett Jimmynek azonban nincs ínyére a feszültség, ami egy ilyen akcióval jár, hiszen ő már csak hobbijainak él: etetgeti szeretett tyúkjait és [főzőcskézik – mindez azonban egyáltalán nem tetszik feleségének, Jillnek, aki hiányolja a régi szép időket, mikor dörögtek a fegyverek. Mikor Laszlo keménylegényei feltűnnek a színen, Jimmy – a jelentkező kényszer hatására – végül beleegyezik a küldetésbe, s Jill-lel az oldalán Oz segítségére siet.

## Szereplők
| Szereplő                | Színész            | Magyar hang            |
| ----------------------- | ------------------ | ---------------------- |
| Jimmy "Tulipán" Tudeski | Bruce Willis       | Dörner György          |
| Nicholas "Oz" Oseransky | Matthew Perry      | Sinkovits-Vitay András |
| Jill                    | Amanda Peet        | Gubás Gabi             |
| Laszlo Gogolak          | Kevin Pollak       | Józsa Imre             |
| Cynthia Tudeski         | Natasha Henstridge | Bertalan Ágnes         |

## Érdekességek
- A tetoválás Jimmy hátán a produkciós cég logóját ábrázolja.[4]
- Akárcsak az első részben, most is feltűnik egy apró szerepben Bruce Willis egyik lánya.
- Kevin Pollak, aki az előző részben Janit alakította, most az apját, Laszlót formálja meg.